# Pedro de Foix (el joven)
Pedro de Foix llamado 'el joven' o 'Pedro Cardenal de Foix' (occitano Petro de Fuxo, francés Pierre de Foix Le Jeune, Vasco Petri Foixkoa Gaztea) (Pau, 7 de febrero de 1449 – Roma, 10 de agosto de 1490) fue un franciscano francés de origen noble que se convirtió en obispo y luego cardenal. 
No debe confundirse con su tío abuelo del mismo nombre Pedro de Foix el viejo que, durante el Gran Cisma de Occidente, en septiembre de 1414 fue creado inicialmente pseudocardinal por el antipapa Juan XXIII y nombrado Camarlengo de la Santa Iglesia Romana en octubre del mismo año.

## Biografía
Pedro de Foix nació en el seno de una noble familia feudal, la de los condes de Foix, conocida desde el siglo XI y descendiente de la Casa Real de Navarra. Era el segundo hijo de Gastón IV de Foix, conde de Foix y Bigorre, vizconde de Béarn, Narbona, Nébouzan, Villemeur y Lautrec y de Leonor de Navarra, reina de Navarra. Era el sobrino de Luis XI de Francia. 
Estudió en París y luego en la Universidad de Ferrara un doctorado en leyes. En Roma se unió a los franciscanos de Morlaàs y fue nombrado protonotario apostólico. En 1475 fue elegido obispo de Vannes y al año siguiente fue elegido arzobispo de Arles. El 18 de diciembre de 1476, durante el consistorio, el papa Sixto IV lo elevó a cardenal, con el título de cardenal diácono de Ss. Cosma y Damiano. En 1479 con la muerte de su madre Leonor I, ascendió al trono su sobrino Francisco Febo, todavía menor de edad, bajo la regencia de su madre Magdalena de Francia, quien mantuvo la Regencia firmemente, resistiendo la presión de las Cortes de Francia y Castilla que intentaron que Francisco Febo se casara con una de las princesas de las respectivas casas reales. La presión ejercida por el rey de Aragón y el rey consorte de Castilla, Fernando II, fueron muchas de ellas, también porque una parte del noble navarresi ahora detrás de él, y, entre 1480 y 1481, se acercó a una guerra civil, que fue frustrada por la intervención del cardenal Pedro de Foix, que era tanto el tío de Francisco Febo, como el nieto de Fernando II; Pedro fue capaz de mediar y traer la paz entre los dos lados. 
El cardenal Pierre de Foix no estuvo entre los participantes en el cónclave de 1484 en el que fue elegido papa Inocencio VIII. Fue nombrado administrador de la diócesis de Bayona en 1484 y luego administrador de la arquidiócesis de Palermo de 1485 a 1489. También comandó el monasterio de Saint-Savin en la diócesis de Tarbes y la abadía de Sainte - Mélaine en Rennes. En 1489 fue nombrado administrador de la diócesis de Malta. 
Pedro murió en Roma el 10 de agosto de 1490 y fue enterrado en la Iglesia de San Trifone, que más tarde fue destruida.